# Crab Island, Guyana
Crab Island var en ö i Guyana.   Den fanns i regionen East Berbice-Corentyne, i den nordöstra delen av landet, i floden Berbice. Området är numera våtmark.